# 보고 또 보고
《보고 또 보고》는 1998년 3월 2일부터 1999년 4월 2일까지 방영한 문화방송 일일연속극이다.
지상파 3사의 일일연속극 역대 최고의 시청률인 57.3%를 기록하는 기염을 토하면서, 선풍적인 인기 MBC 뉴스데스크 KBS 뉴스 9

## 기획 의도
부모의 사랑을 듬뿍 받고 자란 마마걸 맏딸 금주하고 미운 오리 새끼로 자란 악바리 동생 은주 자매를 중심으로 그 주변인물들의 얽히고 설킨 갈등과 사랑, 그리고 화해를 그린 가족드라마이다.

## 등장 인물

### 주요 인물
- 김지수(정은주) : 금주 동생. 어릴 때 외가에 따로 맡겨 길러져 부모님의 사랑을 제대로 받지 못한 채 미운 오리새끼로 자라 이기적인데다 아첨을 떠는 성격이 있다. 미대의 꿈을 포기하고 병원에서 간호사로 근무 중. 우여곡절 끝에 기정하고 결혼에 성공하지만 임신 문제로 어려움을 겪게 된다.시댁의 도움으로 간호사를 그만두고 포기했었던 미술을 다시 배운다(아역 : 송가현).
- 정보석(박기정) : 기풍이의 형. 서울지검 강력부 검사로 근무 중. 과묵하지만 속이 깊고 성실한 효자 아들. 승미, 은주하고의 삼각관계 사이와 겹사돈 문제로 힘들어하지만 결국 은주하고 결혼에 성공한다.
- 허준호(박기풍) : 기정이의 동생. 방송국 무용단 안무가. 안무가로 활동할 때는 박예도라는 예명을 사용한다. 자신을 싫어하는 정자의 마음을 사로잡아 금주와 결혼한다.
- 윤해영(정금주) : 은주 언니. 대학원생이며 작가 지망생으로, 집안일에 손 하나 까딱 안하고 부모의 과보호에 길들여져 마마걸로 성장하였다(아역 : 김소영).

### 은주 자매네
- 김창숙(배정자 여사) : 금주, 은주, 명원 삼남매의 어머니. 두 딸 중 금주를 노골적으로 편애하고 은주를 미워한다. 복덕방 운영.
- 정욱(정한채 사장) : 금주, 은주, 명원 삼남매의 아버지. 출판사 사장. 계속된 사업 실패로 인해 아내에게 항상 주눅이 들어 지내는 남편.
- 박용하(정명원) : 금주, 은주 자매의 남동생. 초등학교 교사. 승미와 연인으로 발전하지만 집안의 반대에 부딪혀 헤어지게 된다.(아역 : 서정건).

### 기정 형제네
- 이순재(박봉학 교장) : 기정과 기풍 아버지. 할머니의 큰아들. 명원이가 근무하는 초등학교 교장 선생님. 엄격하지만 자상한 면을 가진 시아버지.
- 김민자(지경옥 여사) : 박봉학 교장 선생님의 아내. 말수가 적고 고집스러운 성격. 처음엔 은주를 미워했지만 나중에 은주를 이해하고 지원해준다.
- 사미자(기정 할머니) : 박봉학 교장 선생님의 어머니. 무뚝뚝한 지 여사에게 불만이 많다. 만두와 식혜에 집착인데다가 겹사돈 문제를 제일 반대했던 집안 어른.
- 임예진(박봉희) : 박봉학 교장 선생님의 여동생. 할머니의 늦둥이 딸. 할머니와 지 여사 사이를 조율하는 역할.
- 백성현(오선남) : 봉희의 아들. 기정, 기풍의 사촌동생이자 당돌한 초등학생.

### 송자네
- 박원숙(마송자 여사) : 승미, 영미 자매 어머니. 돈 걱정 없이 사는 정자의 부자 친구. 방배동 거주 중.
- 장용(이동재) : 송자 남편. 승미 자매 아버지. 밖에서는 유능하지만 집에서는 만취상태에서 가족들에게 폭력을 일삼는다. 후에 개과천선한다.(171회 ~ ).
- 성현아(이승미) : 마 여사 장녀. 영미 언니. 늘 사사건건 대립하고 무시하는 은주하고 같은 병원에서 내과 레지던트로 근무 중이며, 기정을 놓고 다투는 동갑내기 라이벌. 의료사고로 인해 의사직을 사퇴한 후 명원하고 사귀나 집안 반대로 헤어진다. 훗날에 유원장과 약혼한다
- 장유정(이영미) : 마 여사 차녀. 승미 동생. 이탈리아에서 첼로를 공부하던 중 자신의 적성에 안 맞는다며 무작정 귀국한다. 자기주장 강한 신세대(160회 ~ ).

### 그 외 인물
- 김자옥(강시희) : 방송국 무용단 단장. 정 사장과 친분을 나누게 된다.(199회 ~ ).
- 최은숙(박 여사) : 정자의 복덕방 동료
- 김영희(원주) : 송자네 가사 도우미
- 선우재덕(유상수) : 승미 맞선남이자 약혼자. 치과 의사(176회 ~ )
- 김세아 : 주리
- 구혜진 : 영애, 금주의 친구
- 신승임 : 미스 조 조유경
- 김승수 : 레지던트 1
- 정기성 : 레지던트 2
- 정수형 : 레지던트 3
- 김호영 : 병원 과장
- 유서진 : 간호사
- 이정훈(신동주) : 금주의 첫번째 맞선남
- 이한수(이명수) : 금주의 두번째 맞선남
- 권인선 : 봉학과 명원의 초등학교 직원
- 송기윤(봉희 남편) : 특별출연
- 김영옥(개성식당 주인) : 은주에게 개성음식을 가르쳐주는 식당 주인(95회 ~)
- 김명희 : 개성식당 며느리 역
- 윤순홍 : 진수 부
- 이경순 : 진수 모
- 임양운 : 춘천지방검찰청 강릉지청검사
- 최병학 : 봉학과 명원의 초등학교 교감선생님
- 장인한 : 은주를 진료했던 의사
- 홍민우, 최선균, 김흥수, 김일웅, 김옥주, 이의정, 김민정, 손민우, 신복숙, 이미녀, 박정은, 서령, 함신영, 김상엽, 허성수, 홍은희, 이승아, 최세환, 박형선, 이숙, 경인선, 홍승옥,한규희, 이도련, 이대로, 윤현정, 이원재, 오현섭, 강미, 김복희 ,김홍석 ,최성웅, 강상구, 최재호

## 사운드트랙
보고 또 보고의 사운드 트랙은 다음과 같다.
- 보고 또 보고 (Title Inst.)
- 나의 길
- 널 사랑한 만큼
- 손짓
- 나의 길 (Violin Ver.)
- 소중한 널 위해
- Love Waltz (Inst.)
- 작은 사랑
- 건널 수 없는 강
- 나의 길 (Piano Ver.)
- 소중한 널 위해 (Acoustic Guitar Ver.)

## 시청률
- 미디어 서비스 코리아 집계에 따르면 첫 방송 시청률은 저조한 15.7%, 평균 시청률은 44.6%(점유율 60%), 최고 시청률은 1998년 10월 12일에 기록한 57.3%(점유율 73%)이다.[2]
- 방영 3주 만에 동시간대 KBS 1TV <살다보면>을 역전하였다. KBS1 일일연속극이 MBC 일일연속극에 패한 것은 5년 만의 일이었다.[3]
- 방영 3개월 만에 주간 시청률 1위에 올라서서 종영까지 10개월 간 부동의 1위 자리를 지켰다.[4]
- 1999년 방영분의 평균 시청률은 51.6%로 그 해 최고 평균 시청률이었다.[5]
- 1998년 9월 1일 시청률 56.1%를 기록하여, KBS 1TV <바람은 불어도>의 최고 시청률을 55.8%를 넘으며 일일극 최고 시청률을 갱신하였다.[6] 현재까지도 역대 일일극 최고 시청률 1위 자리를 유지하고 있다.

## 결방 사유 및 편성 변경
- 1998년 4월 1일 : 2002년 FIFA 월드컵 공동개최기념 대한민국 : 일본 축구 경기 중계방송으로 인해 결방
- 1998년 6월 4일 : 1998년 FIFA 월드컵 대표팀 최종평가전 대한민국 : 중국 중계방송으로 인해 결방
- 1998년 10월 15일 : 프로야구 플레이오프 1차전 <LG 트윈스 VS 삼성 라이온즈> 중계방송으로 인해 결방
- 1998년 10월 19일 : 프로야구 플레이오프 4차전 <LG 트윈스 VS 삼성 라이온즈> 중계방송으로 인해 결방
- 1998년 10월 26일 : 프로야구 한국시리즈 3차전 <LG 트윈스 VS 현대 유니콘스> 중계방송으로 인해 결방
- 1998년 10월 30일 : 프로야구 한국시리즈 6차전 <LG 트윈스 VS 현대 유니콘스> 중계방송으로 인해 결방
- 1998년 11월 30일 ~ 1998년 12월 4일 : 작가 건강 악화로 인해 하이라이트 편성[7]
- 1998년 12월 11일 : 1998년 아시안 게임 축구 대한민국 : 쿠웨이트 중계방송으로 인해 결방
- 1998년 12월 18일 : 잠수정 격침 뉴스 특보 편성으로 인해 결방
- 1998년 12월 21일 : 198회, 199회 연속 방영
- 1999년 2월 9일 : 235회, 236회 연속 방영
- 1999년 2월 10일 : 최순영 소환 뉴스 특보로 인해 결방

## 연장
- 당초 1998년 9월 중순 종영 예정이었으나, 후속작으로 편성된 <사랑과 성공>(당시 제목은 '너를 위하여')이 주말극 <마음이 고와야지>의 조기종영의 여파로 주말극으로 편성되자, 3달 늘린 12월 말 종영 예정으로 가닥을 잡았다.
- 그러나, 후속작 <하나뿐인 당신>이 김희애 외의 배우들 섭외 문제로 어려움을 겪자 2달을 더 늘려 1999년 4월 2일에 막을 내렸다.[7]

## 수상
- 1998년 MBC 연기대상 대상, 베스트 커플상 김지수
- 1998년 MBC 연기대상 여자 우수상 사미자, 박원숙, 김창숙
- 1998년 MBC 연기대상 남자 인기상 허준호
- 1998년 MBC 연기대상 여자 인기상 윤해영
- 1998년 MBC 연기대상 남자 신인상 박용하
- 1998년 MBC 연기대상 베스트 커플상 정보석

## 경쟁 프로그램
- 정 때문에 (KBS1)
- 서울 뚝배기 (iTV)(재방)[8] (98년 4월 20일부터 평일 오전 8시 20분으로 이동)
- 살다보면 (KBS1)
- 내사랑 내곁에 (KBS1)
- 문화탐험 오늘의 현장 (KBS2)[9]
- 순풍산부인과 (SBS)

## 참고 사항
- MBC가 일일연속극을 폐지할 지도 모른다는 추측이 잠시 방송가에 떠돌 정도로 열세를 면치 못했던 상황에 편성된 작품으로 당초 가제는 <손짓>이었다.[10]
- 간접흡연을 포함되었으나, 2003년 이후부터 드라마 흡연과 관련된 장면으로 인해 전면적으로 금지되었다.
- 제목은 인터넷을 통해 공모했는데 인터넷 홈페이지 '제목을 정해주세요' 코너에서 <보고 또 보고>, <당신만을>, <손짓>, <부부는 무촌>, <내사랑 내곁에>, <부부>, <가시버시>, <당신을 사랑해>의 8개의 가제에 대해 2000여 명의 네티즌이 투표에 참가했으며 이들 중 580여 표를 얻은 <보고 또 보고>가 1위를 차지했다.[11]
- 시간대 부활 이후 2년 가까이 시청률이 저조했던 MBC 일일연속극 시간대였기에 캐스팅에 어려움을 겪고 있었는데, 작가 임성한의 베스트극장 공모 당선작 <솔로몬 도둑>에 출연했던 김지수가 주연을 자청[12]하면서 드라마 제작에 박차가 가해졌고 김지수는 결국 MBC 연기대상까지 수상하는 쾌거를 이루었다.
- 효자, 로맨티스트에 공직자의 면모까지 갖춘 박기정(정보석) 캐릭터를 통해 검사에 대한 딱딱한 선입관을 풀고 인간미 어린 검사상을 부각하여 눈길을 끌었다.[13]
- 드라마에서 다루기 힘든 겹사돈 이야기를 소재로 삼아 화제를 모았으며, 인물들의 생생한 성격 묘사와 다양한 에피소드, 빠르고 흡인력 있는 줄거리로 시청자들의 사랑을 받는 데 성공하였다.[4]
- 그러나 높은 시청률에 의한 고무줄 편성, 여성 비하, 무리한 짝짓기 등으로 지적을 받기도 하였다.[2][14][15]
- 17개사 방송담당기자들이 선정한 '올해의 워스트 프로그램'의 드라마 부문 1위를 차지하는 불명예를 안았다.[16]
- 극중 박 교장 가족 출연진들이 헌혈홍보 자원봉사자가 되어 대한적십자사가 제작중인 헌혈홍보 포스터의 모델로 무료 출연하였다.[17]
- 해당 드라마에 나온 소나무가 강릉시 경포호 둘레길에 위치하고 있다.
- 2019년 개국한 MBC ON와, 하이라이트TV에서 재방송되었다.